# Робин Йънг
Робин Йънг (на английски: Robyn Young) е английска писателка на произведения в жанра исторически роман и приключенски роман.

## Биография и творчество
Робин Йънг е родена на 14 септември 1975 г. в Оксфорд, Англия. Израства в Мидлендс и в рибарско селище в Девън. В гимназията започва да пише поезия и работи в регионален вестник, публикува няколко стихотворения и печели награда за журналистика. Получава бакалавърска степен по английска филология в Ексетър Колидж в Ексетър. В колежа работи като PR специалист и е редактор на списанието му.
След следването си работи известно време в музикални групи и като организатор на събития в нощен клуб в Брайтън, а после като инвестиционен посредник в строителна кампания. Едновременно с работата си започва да пише първия си ръкопис във фентъзи жанра.
През 2000 г., след пътуване до Египет, решава да се насочи към историческия роман. Същата година се включва в курс по творческо писане в университета в Съсекс, където по-късно завършва с магистърска степен с отличие творческо писане, изкуства и педагогика. Заедно със следването работи по следващия си ръкопис. След дипломирането си прави курс за обучение на учители и преподава творческо писане в местните колежи. Ръкописът ѝ е отхвърлен от издателите и след една година тя напуска преподавателската си работа и преработва отново ръкописа, успешно.
Първият ѝ роман „Братството“ от едноименната поредица е издаден през 2006 г. Събитията в романа се развиват в навечерието на последния кръстоносен поход, в края на тринадесети век. Те проследяват израстването на младия Уил Камбъл в мощната организация на тамплиерите, участието му в битките за крепостите и срещу войските на сарацините и Байбарс, в интригите на владетелите на Англия и Франция, и в мистериите на тайното общество. Дебютният ѝ исторически приключенски роман става бестселър в списъка на „Ню Йорк Таймс“ за 2006 г. Следващите две части – „Кръстоносен поход“ и „Реквием“ също са бестселъри. Трилогията е издадена на над 20 езика по света.
Следваща ѝ поредица „Бунт“ е поставена на фона на събитията от 1286 г. в Шотландия. Кралят на Шотландия е убит и страната е заплашена от гражданска война, а Едуард, кралят на Англия, има свои планове за обединението на страната. Сред руините на сблъсъка се разнася славата на младия благородник Робърт Брус, който има смелостта да се изправи срещу крал Едуард и плановете му.
В поредицата си от 2016 г. „Новият свят“ главният герой Джак Уайнтър участва в кървавия смут на „Войните на розите“ през хаоса и великолепието на Ренесансова Европа.
Тя е автор на много стихотворения и разкази, публикувани в списания и антологии. Участва като съосновател на Асоциацията на писателите на исторически романи.
Робин Йънг живее със семейството си в Брайтън.

## Произведения

### Серия „Братството“ (Brethren)
1. Brethren (2006)
Братството, изд.: „Сиела“, София (2008), прев. Павел Талев
2. Crusade (2007)
Кръстоносен поход, изд.: „Сиела“, София (2009), прев. Павел Талев
3. Requiem (2008) – издаден и като The Fall of the Templars
Реквием, изд.: „Сиела“, София (2010), прев. Павел Талев

### Серия „Бунт“ (Insurrection)
1. Insurrection (2010)
Бунт, изд.: „Сиела“, София (2013), прев. Павел Талев
2. Renegade (2012) – издаден и като Rebellion
Изменник, изд.: „Сиела“, София (2014), прев. Павел Талев
3. Kingdom (2014)

### Серия „Новият свят“ (New World Rising)
1. Sons of the Blood (2016)
2. Court of Wolves (2018)